# Aer Lingus
Aer Lingus er Republikken Irlands nationale flyselskab grundlagt i 1936. Selskabet flyver på ca. 60 destinationer med en flåde på mere end 40 fly (januar 2008).
IATA-koden for Aer Lingus er EI.
Aer Lingus var tidligere 85% ejet af den irske stat. Efter flere planer om at privatisere flyselskabet blev det børsnoteret i oktober 2006. Det privatejede irske flyselskab Ryanair har i perioden efter børsnoteringen købt stadig voksende andele i Aer Lingus, mens den statslige andel er reduceret til 28% (januar 2008).